# Топозеро (озеро, Пряжинский район)
То́позеро (карел. Topasjärvi) — озеро в южной части Республики Карелии (Крошнозерское сельское поселение Пряжинского района), исток реки Топозерки. Относится к Балтийскому бассейновому округу.

## География
Площадь поверхности — 6,2 км². Площадь водосборного бассейна — 65,6 км². Высота над уровнем моря — 149,4 м. На озере более 20 островов, в западной части расположен наиболее значительный из них — остров Дубров. Основная часть площади дна занята илистыми грунтами. Цвет воды — светло-коричневый. Озеро вскрывается ото льда в середине мая, а замерзает в ноябре. В озеро впадают реки Тюпега и Туксунпия.

## Флора и фауна
Высшая водная растительность представлена тростником, преимущественно в северной части озера. В озере обитают несколько видов рыб, среди них ряпушка, окунь, плотва, налим, щука, корюшка, лещ, уклея и ёрш. Ряпушка по численности занимает первое место. Щука и лещ также встречаются в значительных количествах, максимальный вес леща в уловах 2—3 кг, щуки — до 8 кг.

## История
На юго-западном побережье Топозера до середины XX века располагалась одноимённая деревня, где в XVIII веке находился Топозерский доменный и молотовый завод. Численность населения в 1905 году составляла 87 человек. 2 февраля 1938 года постановлением Карельского ЦИК в деревне была закрыта часовня.

## Памятники природы
Между озёрами Топозеро и Нурдасъярви расположен государственный региональный болотный памятник природы — Болото у озера Нурдас площадью 454,4 га, эталонная болотная система, ценный ягодник клюквы.